# A Double Role
A Double Role è un cortometraggio muto del 1915 diretto da Will Louis e prodotto dalla Lubin.

## Trama
Reginald Quail, appena sposato, scopre che la moglie è una grande appassionata di teatro. Per tenerla tranquilla a casa, le nasconde di essere un attore e si fa passare per un uomo d'affari. Coinvolge nel complotto anche il suo impresario, al quale chiede di tenergli bordone. La moglie, intanto, si reca a teatro insieme a un'amica, per assistere a uno spettacolo di cui è protagonista proprio il marito. Reginald, travestito, non viene riconosciuto dalla moglie che, colpita dall'attore, lo invita a prendere il tè a casa sua. Lui accetta, ma poi, a casa, nelle sue vesti da marito, finge di mettersi a cercare l'uomo con il quale, a suo dire, la moglie lo tradirebbe. La situazione precipita ma, alla fine, Reginald, convinto di aver dato una lezione alla moglie, le rivela la verità.

## Produzione
Il film fu prodotto dalla Lubin Manufacturing Company.

## Distribuzione
Distribuito dalla General Film Company, il film - un cortometraggio in una bobina - uscì nelle sale USA il 16 febbraio 1915.